# Node de Schmorl
Els nodes de Schmorl (o hèrnies de Schmorl) són protrusions del nucli polpós del disc intervertebral a través de la superfície superior o inferior del cos vertebral de la vèrtebra adjacent.

## Signes i símptomes
Són protrusions de material discal a la superfície del cos vertebral, que poden entrar en contacte amb la medul·la òssia de la vèrtebra i provocar una inflamació. Les protrusions també s'associen amb la necrosi de l'os vertebral i la qüestió de si aquestes protrusions i la inflamació causen la necrosi, o si el cartílag migra cap a zones que s'han tornat necròtiques a causa d'altres condicions, s'està investigant.
Poden ser simptomàtics o no, i el seu vincle amb el mal d'esquena és controvertit. Alguns autors assenyalen que aquesta relació pot ser deguda a la degeneració de disc intervertebral, ja que totes dues solen produir-se simultàniament.

## Causes
Els nodes de Schmorl són bastant comuns, especialment amb una degeneració menor de la columna vertebral envellida, però també es veuen a les espines més joves.

## Diagnòstic

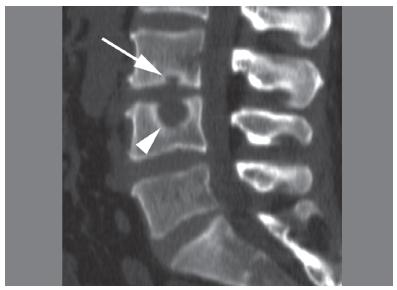
TC mostrant en el pla sagital dos nodes de Schmorl. El petit node de Schmorl a la superfície inferior del cos vertebral L3 (fletxa) té característiques típiques, essent de base àmplia amb contorns ben definits i esclerosi marginal prima. S'observa un node de Schmorl gran i menys típic (cap de fletxa) a la superfície superior de L4.

Els nodes de Schmorl es poden detectar amb raigs X, encara que es poden visualitzar millor mitjançant la TC o la RMN.

## Tractament
El tractament quirúrgic s'ha de considerar en un pacient amb mal d'esquena incapacitant persistent. Quan està indicat el tractament quirúrgic, és preferible l'exèresi del disc intervertebral, inclòs el node de Schmorl i la fusió segmentària.